# Зубов, Виктор Геннадиевич
Ви́ктор Генна́диевич Зу́бов (27 января (9 февраля) 1914, Иваново — 15 июля 1982, Москва, СССР) — советский физик, профессор кафедры общей физики МГУ, академик АПН СССР по Отделению дидактики и частных методик.

## Биография
1932—1935 гг. — обучался на рабфаке при Московском университете.
1935—1940 гг. — студент физического факультета МГУ (сталинский стипендиат). По окончании зачислен в аспирантуру физического факультета.
1941 год — Участник Великой Отечественной войны воевал в составе «8-й стрелковой дивизии».
1942—1944 гг. участвовал в боях по обороне и освобождению Кавказа (в должности инспектора политотдела ВВС).
В конце 1944 г. направлен на преподавательскую работу в Военно-Воздушную академию (ныне — им. Ю. А. Гагарина).
В 1946 г. демобилизовался в звании майора и начал работать в должности старшего преподавателя кафедры общей физики на физическом факультете МГУ.
1949—1953 гг. — выполнял обязанности проректора по строительству новых зданий Университета.
1953 г. — заведующий общим физическим практикумом.
1956 г. — защитил кандидатскую диссертацию «Исследование динамических упругих свойств кварца»,
1963 г. — защитил докторскую диссертацию на тему «Об особенностях изменения свойств кварца вблизи α-β перехода и при облучении нейтронами».
В 1966 г. В. Г. Зубов был избран членом Академии педагогических наук СССР, а вскоре и вице-президентом этой академии.
В. Г. Зубов проводил большую работу со старшеклассниками, поступающими на физический факультет. Многие годы читал лекции по школьному курсу физики, вел специальные семинары по решению задач, по обсуждению этих решений. В. Г. Зубовым (совместно с коллегой по кафедре В. П. Шальновым) было издано учебное пособие для самообразования «Задачи по физике» (переиздавалось одиннадцать раз).
В 1976 г. — издан экспериментальный учебник для 8-го класса «Физика-8» (Механика).
В 1982 г. — пробный учебник «Физика-9» (Электромагнитные явления).

## Награды
Награждён орденом Красной Звезды, медалями «За оборону Москвы», «За оборону Кавказа», «За победу над Германией» и пятью юбилейными военными медалями; двумя орденами «Знак Почета», а также медалями «За трудовую доблесть», «За доблестный труд в Великой Отечественной войне», «Ветеран труда».